# Hadi Saei
Hadi Saei Bonehkohal (Rey, 10 de junho de 1976) é um taekwondista iraniano.
Hadi Saei competiu nos Jogos Olímpicos de 2000, 2004 e 2008 na qual conquistou a medalha de ouro duas vezes e um bronze.